# Sthénélos (fils de Persée)
Pour les articles homonymes, voir Sthénélos.
Dans la mythologie grecque, Sthénélos (en grec ancien Σθένελος / Sthénelos), fils de Persée et d'Andromède, est le père d'Eurysthée qu'il conçut avec son épouse Nicippé.
Il bannit Amphitryon d'Argolide, et devint ainsi le seul roi de Mycènes et de Tirynthe à la suite de la mort de son frère Électryon. Il fut tué par Hyllos, un des Héraclides.

## Sources
- Pseudo-Apollodore, Bibliothèque [détail des éditions] [lire en ligne] (II, 4, 5-6).
- Hygin, Fables [détail des éditions] [(la) lire en ligne] (CCXLIV).